# Ximena Moreno
María Ximena Moreno Echeverría (Quito, 29 de mayo de 1947) es una jurista y catedrática ecuatoriana. 

## Biografía
Es hija de René Moreno Andrade y Carlota Echeverría Ruiz, hermana del Cardenal Bernardino Echeverría Ruiz. Es hermana de Renato, Beatriz y Mónica Moreno Echeverría. Está casada con el jurista Carlos Solines Coronel con quien tiene 5 hijos.
Estudió la carrera de derecho en la Pontificia Universidad Católica del Ecuador, de donde se tituló como Doctora en Jurisprudencia en 1973. 
Fue la primera mujer en obtener el puesto de Decana de una Facultad de Derecho en el Ecuador, en la Pontificia Universidad Católica del Ecuador. Ha desempeñado sus labores como catedrática por más de 35 años. En la misma institución fue elegida como Presidenta de la Asociación de Profesores. 
Fue presidenta de la Comisión de Honor de la Asociación de Facultades de Derecho de América Latina, organismo en el que también ejerció como Segunda Vicepresidenta, y también de la Asociación Ecuatoriana de Facultades de Derecho. Ha fungido como Notaria Pública por más de 25 años. En 2006 fue designada Directora del Colegio de Abogados de Pichincha, organismo del cual también ha sido Vicepresidenta. También fue Vicepresidenta del Colegio de Notarios de Pichincha. Ostentó el cargo de Vicepresidenta de la Corporación Latinoamericana para el Desarrollo en Ecuador.
Es especialista en Derecho Notarial, Derecho Laboral y Seguridad Social. Es también Miembro de Número de la Academia de Abogados de Ecuador. Actualmente forma parte de la Comisión Nacional Anticorrupción de Ecuador.

## Reconocimientos
- Orden Juan del Corral del Concejo de Medellín.[10]
- Medalla de Honor de AFEIDAL.[11]